# Wojciech Piasek
Wojciech Piasek (ur. 1971 w Starachowicach) – polski historyk historiografii, metodolog historii.  

## Życiorys
W latach 1990−1995 studiował archeologię w Instytucie Archeologii i Etnologii UMK (indywidualny program studiów w zakresie etnoarcheologii), a w latach 1992–1996 historię w Instytucie Historii i Archiwistyki UMK. Doktorat w 2002 na UMK (Historia jako nauka o Człowieku. Studium metodologiczne twórczości Witolda Kuli) i habilitacja tamże w 2012 (Historia jako wiedza lokalna. „Antropologiczne przesunięcie” w badaniach nad historiografią PRL).  
Jest członkiem Rady Naukowej serii wydawniczej Chronos/Anthropos. Biblioteka Centrum Badań Antropologii Historii, redaktorem naukowym serii Scientia-Universitas-Memoria, sekretarzem kolegium redakcyjnego serii wydawniczej Homines et Historia, prezesem Oddziału Toruńskiego  Polskiego Towarzystwa Historycznego, wiceprezesem Oddziału Toruńskiego Polskiego Towarzystwa Ludoznawczego.  Współinicjator Forum Humanistycznego.  Redaktor naczelny pisma Rocznik Antropologii Historii w latach 2011–2016.
Specjalizacje i zainteresowania badawcze: historia historiografii, metodologia historii, antropologia historii, kulturowy status wiedzy historycznej, etnografia myśli historycznej, historiografia PRL. Pracuje w Zakładzie Metodologii Historii i Wiedzy o Kulturze w Instytucie Historii i Archiwistyki UMK.

## Publikacje
- Antropologizowanie historii: studium metodologiczne twórczości Witolda Kuli, Poznań: Wydawnictwo Poznańskie, 2004.
- (redakcja) Granice dyscyplin-arne w humanistyce, red. J. Kowalewski, W. Piasek, M. Śliwa, Olsztyn: Instytut Filozofii Uniwersytetu Warmińsko-Mazurskiego, 2006.
- (redakcja) Karol Górski, Społeczne podstawy kultury: zbiór prac, red. wyd. i przedm. Wojciech Piasek, Toruń: Wydawnictwo Uniwersytetu Mikołaja Kopernika, 2006.
- (redakcja) Zaangażowanie czy izolacja? Współczesne strategie społecznej egzystencji humanistów, red. J. Kowalewski, W. Piasek, Olsztyn: Instytut Filozofii Uniwersytetu Warmińsko-Mazurskiego, 2007.
- (redakcja) Rzeczy i ludzie: humanistyka wobec materialności, red. J. Kowalewski, W. Piasek, M. Śliwa, Olsztyn: Instytut Filozofii Uniwersytetu Warmińsko-Mazurskiego, 2008.
- (redakcja) Karol Górski, Zarys dziejów katolicyzmu polskiego, red. wyd. Wojciech Piasek, Wojciech Szramowski, przedm. Wojciech Piasek, Toruń: Wydawnictwo Naukowe UMK, 2008.
- (redakcja) Antropologizowanie humanistyki: zjawisko, proces, perspektywy, red. J. Kowalewski, W. Piasek, Olsztyn: Instytut Filozofii Uniwersytetu Warmińsko-Mazurskiego, 2009.
- (redakcja) „Zwroty” badawcze w humanistyce: konteksty poznawcze, kulturowe i społeczno-instytucjonalne, red. J. Kowalewski, W. Piasek, Olsztyn: Instytut Filozofii Uniwersytetu Warmińsko-Mazurskiego 2010.
- Historia jako wiedza lokalna: „antropologiczne przesunięcie” w badaniach nad historiografią PRL, Toruń: Wydawnictwo Naukowe UMK, 2011.
- (redakcja) Nowa archiwistyka - archiwa i archiwistyka w ponowoczesnym kontekście kulturowym, Toruńskie Konfrontacje Archiwalne t. 4, red. W. Chorążyczewski, W. Piasek, A. Rosa, Toruń: Wydawnictwo Naukowe UMK  2014
- (redakcja) Jerzy Wojtowicz, historyk gospodarki, społeczeństwa i kultury doby nowożytnej. Indywidualny przypadek z historiografii PRL, red. K. Maliszewski, W. Piasek, Toruń: Wydawnictwo Naukowe UMK, 2015
- (redakcja) Jerzy Wojtowicz, Miasto europejskie w epoce Oświecenia i Rewolucji Francuskiej, edycja i wstęp W. Piasek, Toruń: Wydawnictwo Naukowe UMK, 2017.
- (redakcja) Ludwik Kolankowski. Dzieło i życie - indywidualny przypadek historiograficzny, red. P. Oliński, W. Piasek, Toruń: Wydawnictwo Naukowe UMK, 2017.
- (redakcja) Historia - Klimat - Przyroda. Perspektywa antropocentryczna, red. P. Oliński, W. Piasek, Toruń: Wydawnictwo Naukowe UMK, 2017.
- Anthropologising History: a Historiographic and Methodological Case Study of Witold Kula, Toruń: Wydawnictwo Naukowe UMK, 2018.
- Notatki z etnografii myśli współczesnej w dziedzinie historii. Informacje etnograficzne, diagnozy i wielkie kwestie, Toruń: Wydawnictwo Naukowe UMK, 2019.
- (redakcja) Niewidza(l)nie. Kobiety i historia Uniwersytetu Mikołaja Kopernika w Toruniu, A. Derra, A.M. Kola, W. Piasek, Toruń: Wydawnictwo Naukowe UMK, 2020.
- (redakcja) Archiwistyka - Archiwum - Kultura. Antologia, red. W. Chorążyczewski, W. Piasek, A. Rosa, Toruń: Wydawnictwo Naukowe UMK, 2020.
- (redakcja) Interpretacje przyrody w przeszłości, red. P. Oliński, W. Piasek, R. Piętka, Toruń: Wydawnictwo Naukowe UMK, 2020.
- The ethnography of historiography developed in the Polish People’s Republice: a historiographic and methodological case study of Karol Górski, Toruń: Wydawnictwo Naukowe UMK, 2021.
- Jadwiga Lechicka: kobieta nowa i nowoczesna. Kulturowy porządek i relacji płci w historiografii polskiej, Toruń: Wydawnictwo Naukowe UMK, 2022. ISBN 978-83-231-4830-2.